# فهرست فرودگاه‌های کارائیب
این مقاله شامل فهرست فرودگاه‌های کارائیب است.

## آنگویلا
| کشور    | مکان  | ایکائو | یاتا | نام فرودگاه                      | مختصات                                                        | وضعیت |
| آنگویلا | د ولی | TQPF   | AXA  | فرودگاه بین‌المللی کلیتن جی. لوید | ۱۸°۱۲′۱۷″ شمالی ۶۳°۰۳′۱۸″ غربی / ۱۸٫۲۰۴۷۲°شمالی ۶۳٫۰۵۵۰۰°غربی | فعال  |

## باربادوس
| کشور     | مکان               | ایکائو | یاتا | نام فرودگاه                    | مختصات                                                        | وضعیت   |
| باربادوس | Seawell (بریج‌تاون) | TBPB   | BGI  | فرودگاه بین‌المللی گرانتلی ادمز | ۱۳°۰۴′۲۸″ شمالی ۵۹°۲۹′۳۲″ غربی / ۱۳٫۰۷۴۴۴°شمالی ۵۹٫۴۹۲۲۲°غربی | فعال    |
| باربادوس | بریج‌تاون           | TBPO   |      | بالگردگاه بریج‌تاون             |                                                               | غیرفعال |

## برمودا
| کشور   | مکان               | ایکائو | یاتا | نام فرودگاه                  | مختصات                                                         | وضعیت |
| برمودا | St. David's Island | TXKF   | BDA  | فرودگاه بین‌المللی ال.اف. وید | ۳۲°۲۱′۵۱″ شمالی ۰۶۴°۴۰′۴۳″ غربی / ۳۲٫۳۶۴۱۷°شمالی ۶۴٫۶۷۸۶۱°غربی | فعال  |

## مونتسرات
| کشور     | مکان          | ایکائو        | یاتا         | نام فرودگاه               | مختصات                                                        | وضعیت   |
| مونتسرات | Gerald's Park | TRPG          | MNI          | فرودگاه جان ای. آزبرن     | ۱۶°۴۷′۲۹″ شمالی ۶۲°۱۱′۳۶″ غربی / ۱۶٫۷۹۱۳۹°شمالی ۶۲٫۱۹۳۳۳°غربی | فعال    |
| مونتسرات | Plymouth      | Formerly TRPM | Formerly MNI | فرودگاه دبلیو. اچ. برامبل | ۱۶°۴۵′۳۲″ شمالی ۶۲°۹′۲۳″ غربی / ۱۶٫۷۵۸۸۹°شمالی ۶۲٫۱۵۶۳۹°غربی  | غیرفعال |

## ترینیداد و توباگو
| کشور              | مکان              | ایکائو | یاتا | نام فرودگاه                                     | مختصات                                                        | وضعیت |
| ترینیداد و توباگو | Chaguaramas       |        |      | Camden Heliport                                 |                                                               | فعال  |
| ترینیداد و توباگو | اسکاربارو، توباگو | TTCP   | TAB  | فرودگاه بین‌المللی آرتور ناپلئون ریموند رابینسون | ۱۱°۰۸′۵۸″ شمالی ۶۰°۴۹′۵۶″ غربی / ۱۱٫۱۴۹۴۴°شمالی ۶۰٫۸۳۲۲۲°غربی | فعال  |
| ترینیداد و توباگو | پرت آو اسپاین     | TTPP   | POS  | فرودگاه بین‌المللی پیارکو                        | ۱۰°۳۵′۴۴″ شمالی ۶۱°۲۰′۱۴″ غربی / ۱۰٫۵۹۵۵۶°شمالی ۶۱٫۳۳۷۲۲°غربی | فعال  |